# Zone de secours Flandre-Orientale Est
La zone de secours Flandre Orientale Est, en néerlandais Hulpverleningszone Oost-Vlaanderen Oost, est l'une des 34 zones de secours de Belgique et l'une des six zones de la province de Flandre-Orientale.

## Caractéristiques

### Communes protégées
La zone de secours couvre les 7 communes suivantes : 
Berlare, Buggenhout, Termonde, Hamme, Lebbeke, Lokeren et Zele.

## Casernes
Voir aussi : Liste des services d'incendie belges
La zone est formée par les services d'incendie suivants : Berlare, Buggenhout, Termonde, Hamme, Lebbeke, Lokeren et Zele.